# Saint-Étienne-Estréchoux
Saint-Étienne-Estréchoux (okzitanisch Sant Estève-Estrechós) ist eine französische Gemeinde mit 257 Einwohnern (Stand: 1. Januar 2022) im Département Hérault in der Region Okzitanien (vor 2016 Languedoc-Roussillon). Sie gehört zum Arrondissement Béziers und zum Kanton Clermont-l’Hérault.

## Geographie
Die Gemeinde Saint-Étienne-Estréchoux liegt im Regionalen Naturpark Haut-Languedoc an der Mündung des Clédou in die Mare, etwa 37 Kilometer nordnordwestlich von Béziers. Umgeben wird Saint-Étienne-Estréchoux von den Nachbargemeinden Graissessac im Norden, Camplong im Nordosten und Osten, La Tour-sur-Orb im Südosten und Süden, Taussac-la-Billière im Südwesten und Westen sowie Saint-Gervais-sur-Mare im Westen und Nordwesten.

## Bevölkerungsentwicklung
| Jahr                       | 1962 | 1968 | 1975 | 1982 | 1990 | 1999 | 2006 | 2013 | 2020 |
| Einwohner                  | 595  | 502  | 405  | 354  | 291  | 262  | 248  | 271  | 254  |
| Quellen: Cassini und INSEE |      |      |      |      |      |      |      |      |      |

## Sehenswürdigkeiten
- Kirche Saint-Étienne im Ortsteil Saint-Érienne-Mursan

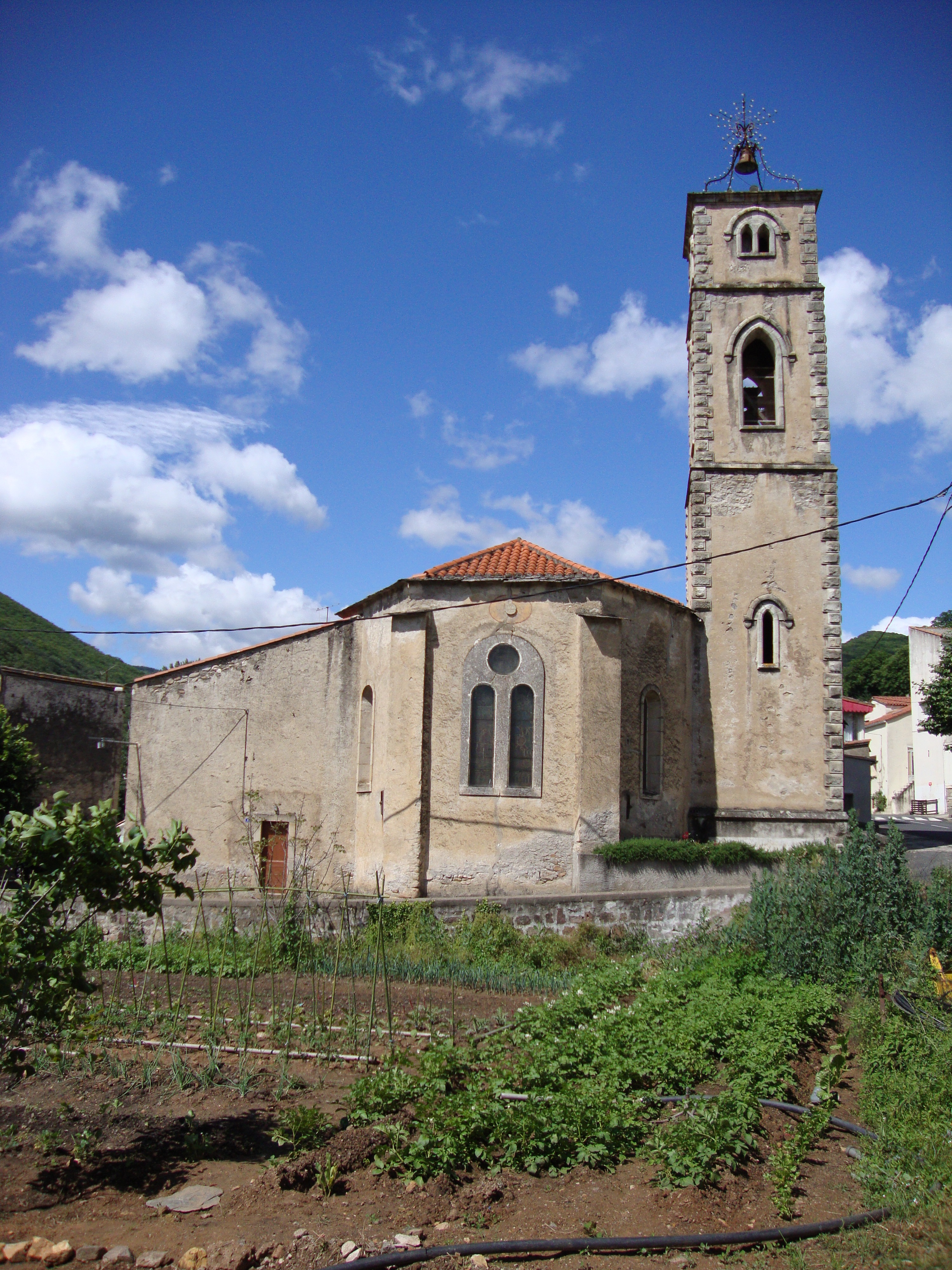
Kirche Saint-Étienne
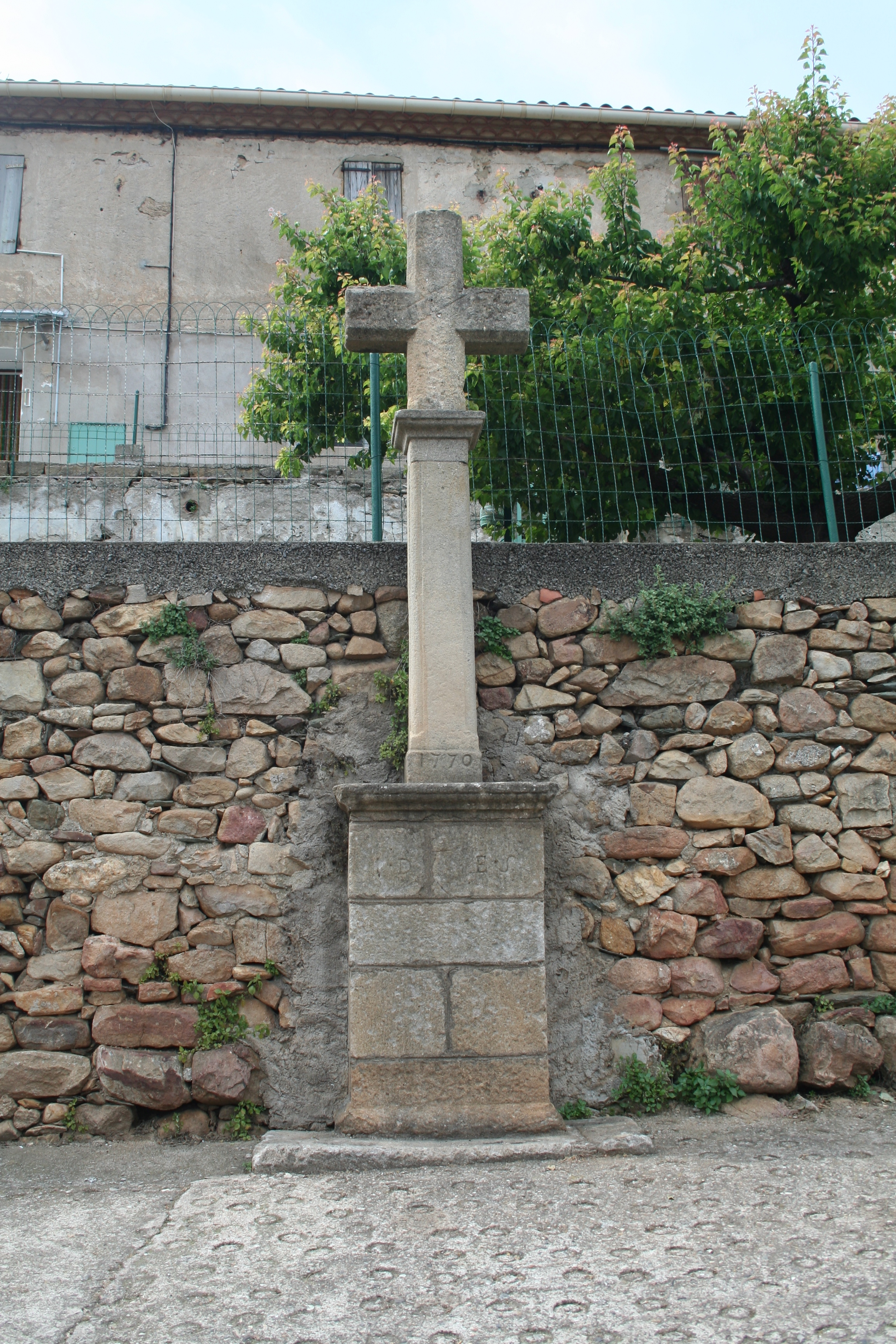
Wegkreuz aus dem Jahr 1770
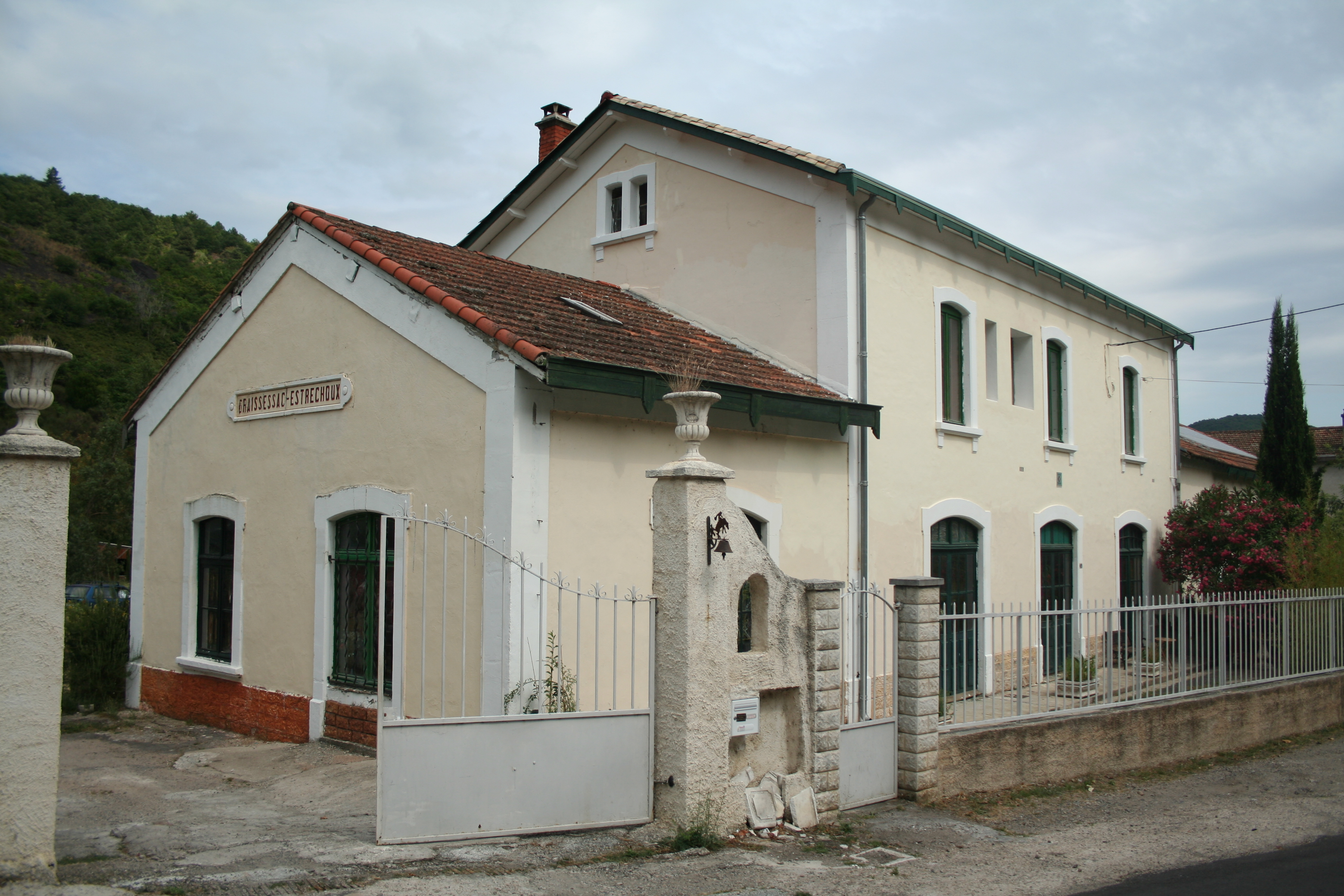
Ehemaliger Bahnhof im Ortsteil Estréchoux-Vieux
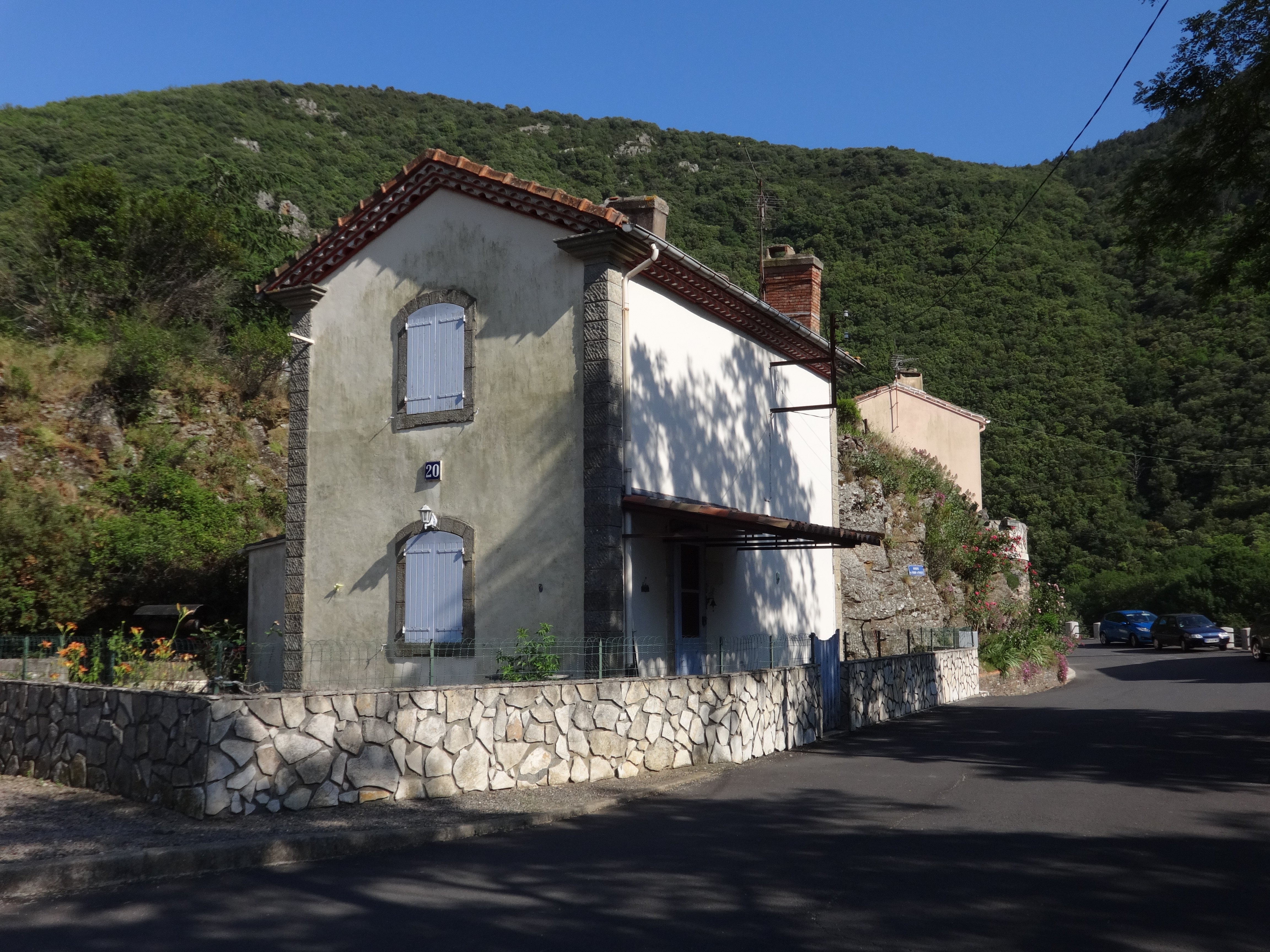
Ehemaliger Bahnhof im Ortsteil Vérénoux